# Peloropeodes acuticornis
Peloropeodes acuticornis är en tvåvingeart som först beskrevs av Van Duzee 1926.  Peloropeodes acuticornis ingår i släktet Peloropeodes och familjen styltflugor. Inga underarter finns listade i Catalogue of Life.